# Bernhard Bodeker

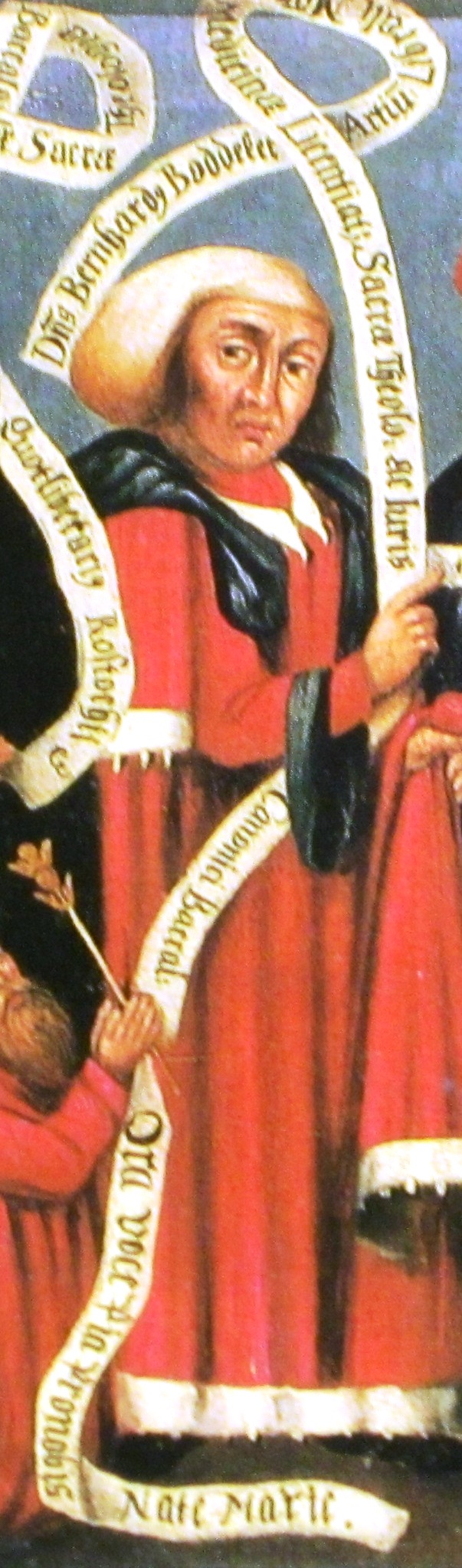
Bernhard Bodeker (Ausschnitt aus Rubenow-Tafel)

Bernhard Bodeker (* in Hagen; † vor 1456 in Greifswald) war Dekan der Artistenfakultät und Rektor in Rostock.

## Leben
Er wurde im Jahre 1419 in Rostock immatrikuliert und war dort zwischen 1427 und 1439 achtmal Dekan der Artistenfakultät sowie 1437/38 und 1439 Rektor der Universität. Aus der Zeit der Gründung der Rostocker Universität war er befreundet mit Heinrich von Geismar, dessen Bibliothek er in Rostock bis 1431 nutzte. Als Freund und Gehilfe Heinrich Rubenows gehörte Bodeker zu den Gründern der Universität Greifswald.
Bernhard Bodeker wurde vor dem Hochaltar von St. Nikolai in Greifswald bestattet. Er ist auf der Rubenow-Tafel im Greifswalder Dom (3.v.l.) mit den weiteren Professoren: Wilken Bolen, Johannes Lamside, Bertold Segeberg, Johannis Tidemann und Nicolaus Theodorici de Amsterdam dargestellt.